# Zophorame gallonae
Zophorame gallonae là một loài nhện trong họ Barychelidae. Loài này phân bố ờ Queensland.